# Ореляк (резерват)
 Тази статия е за резервата.  За върха вижте Ореляк.  
Ореляк е името на резерват в средната част на Пирин планина.

## Основаване и статут
Обявен е за резерват с обща площ 758,1 хектара със Заповед No.129 на Комитета за опазване на природната среда при Министерския съвет от 22.02.1985 година, с цел опазването на буковите гори (835 хектара) характерни за тази част на България, както и прословутият пирински чай.

## Местоположение
Границата на резервата минава по главното планинско било северно от връх Ореляк, като самото било е част от буферната зона на резерват Ореляк. Най-източните части от резервата са разположени по поречието на Лъжничката река, която е приток на река Марево. Резерват Ореляк е разположен между 900 и 1800 метра надморска височина. Голяма част от територията на резервата е с голям наклон на склона, затова и въпреки неголямата си площ резерватът обхваща голяма височинна амплитуда. Скалната основа на резервата е изградена от мрамори. Климатът е средиземноморски, като в по-високите части е планински.

## Флора
От най-голямо значение за резервата са буковите гори. Средната им възраст е над 150 години. Характерно за горските масиви от бук е, че въпреки възрастта си горите са останали изключително гъсти. В по-ниските части на резервата буковите гори са заменени от видовете обикновен воден габър и мъждрян. В западната част на височина около 1700 метра се срещат и малки участъци бяла мура. От голямо значение са ендемичните видови, които се срещат в резервата. Голям е броят на българските и балкански ендемити – шарпланинска рупа, златист равнец, македонска каменоломка, гризебахова теменуга, родопска телчарка, пиринска гъшарка, пиринска мащерка и други. Срещат се и много растения, които присъстват в списъци за редки растителни видове.

## Фауна
Въпреки неголямата територия на резервата животинския свят е много разнообразен. Това се дължи на голямата надморска височина. Най-разпространените видове са гръцка дългокрака жаба, дъждовник, дива свиня, вълк, кафява мечка, лисица, сърна и други.